# Csókolj meg, Katám!

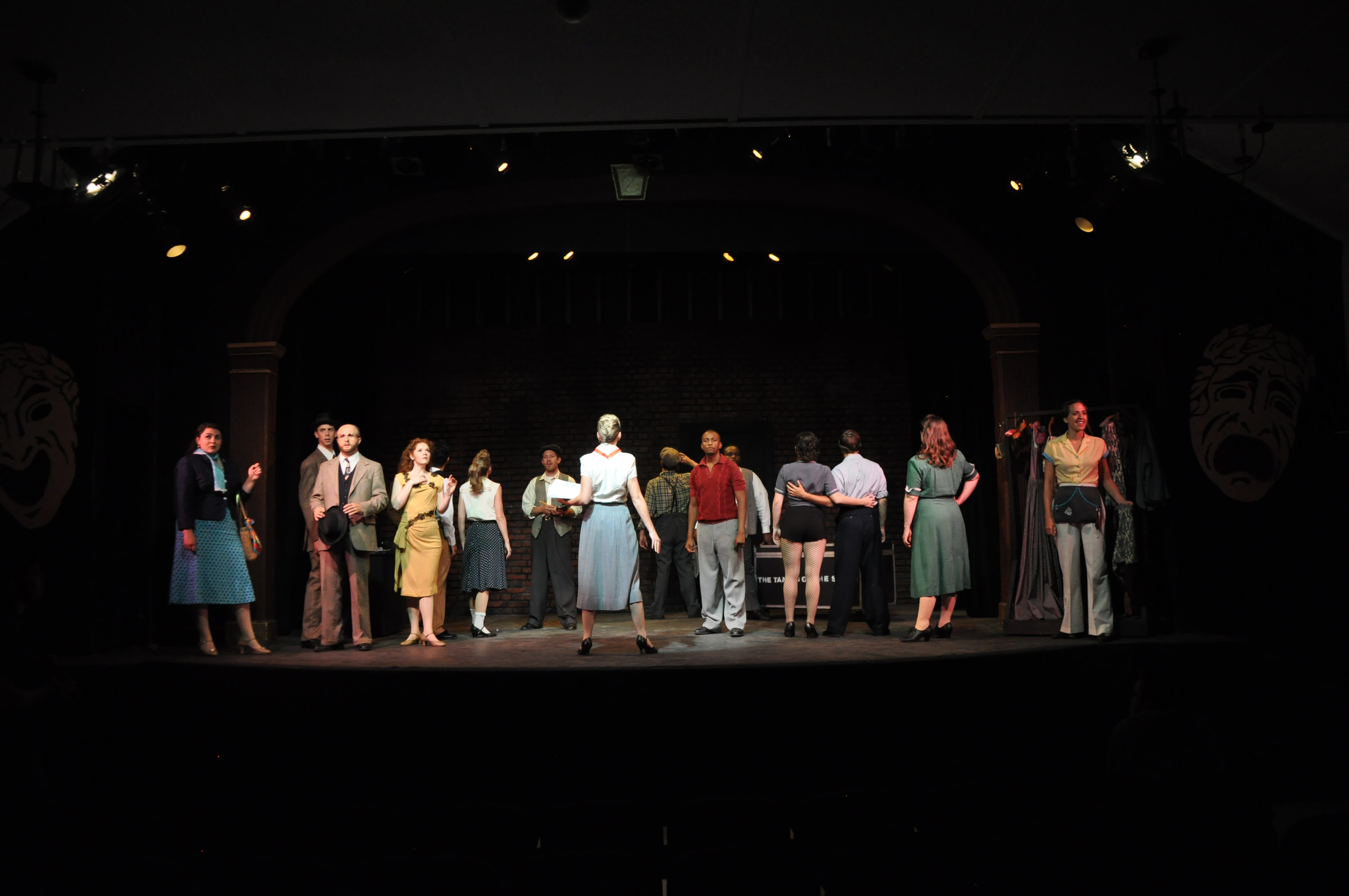
Jelenet egy 2014-es előadásból

A Csókolj meg, Katám! (angolul Kiss me, Kate!) Cole Porter egyik legismertebb musicalje, amely William Shakespeare Makrancos hölgy című darabján alapul. 
A darabot nem használták fel teljes egészében, hanem csak egyes jeleneteit illesztették be egy kitalált történetbe. A saját és a Shakespeare-i történet párhuzamosan fut.
Cole Portert életében sok siker és kudarc érte, legnagyobb sikerét meglepetésre evvel a művével érte el, melyben színpadi kavalkád és 18 szellemes jelenet található. A musicalben bécsi valcerparódiák is láthatóak.
A Fővárosi Operettszínházban 1963. november 15-én mutatták be a darabot „Csókolj meg, Katám!” címmel.
| Csókolj meg, Katám! | |
| musical             | |
| Eredeti nyelv       | angol |
| Zene                | Cole Porter                                                                                                  |
| Librettó            | Sam es Bella Spewack                                                                                         |
| Magyar fordítás     | Ungvári Tamás (szövegkönyv) G. Dénes György (versek)                                                         |
| Felvonások száma    | 2 |
| Bemutatója          | 1948. december 2. Shubert Theatre, Philadelphia (USA) 1948. december 30. New Century Theatre, New York (USA) |
|                     | |

## Szereplők
| Szereplők                           | Hangfekvés |
| ----------------------------------- | ---------- |
| Fred Graham (Petruchio)             |            |
| Lilli Vanessi (Kate)                |            |
| Bill Calhoun (Lucentio)             |            |
| Lois Lane (Bianca)                  |            |
| Harry Trevor (Baptista)             |            |
| Hattie, Lilli Vanessis Garderobiere |            |
| Paul, Fred Grahams Garderobier      |            |
| Harrison Howell                     |            |
| Első csaló                          |            |
| Második csaló                       |            |
| Gremio (első házastárs)             |            |
| Hortensio (második házastárs)       |            |
| Ralph, színpadigazgató              |            |

## Cselekménye

### Első felvonás
Baltimore városában Shakespeare Makrancos hölgyét tűzte műsorra Fred Grham, aki igazgató, rendező és főszereplő egyszemélyben. A főszerepet, Katát, saját elvált felesége, Lili alakítja. Egyelőre csak próbálnak. A bemutatót azonban veszély fenyegeti. A ludas Bill Calhoun (Lucentio), aki eddig ugyancsak varietében működött, heves szemrehányásokkal illeti Billt link dolgai miatt. Pénzét elkártyázta, és alkoholos állapotban Fred igazgató nevére váltót hamisított. Az előadás előtt, a maximális izgalom idején a zavarosban szeretne halászni két gengszter, követelvén Fredtől az össze – 2000 dollár azonnali kifizetését.
Lilinek virágcsokrot nyújtanak át. Fred küldte, azonban csakhamar kiderül, hogy a kedveskedés nem neki, hanem Biancának szól, mert Fred Petrucchio most neki udvarol. Ez az epizód, bár Lili (látszólag) már lemondott Fredről, csak fokozza a feszültséget. Ilyen baljós előjelek közepette indul a Makrancos hölgy viharosnak igérkező előadása. A szinpadon, a Padovában játszódó jelenetekben, a főszereplők magánügyeiket viszik a közönség elé – Shakespeare szavaival. Petrucchio szerepe szerint -hiszen erre joga van – jól elveri Lilit, aki Kataként kénytelen tűrni az inzultust, és csak a jelenet után lázad fel a kulisszák mögött. Telefonál új vőlegényének, Howell Harrison szenátornak, kérvén, hogy jöjjön érte azonnal, és vigy el őt innen, minthogy súlyosan bántalmazták. Nem is hajlandó folytatni az előadást. 
Fred azonban el akarja kerülni a gyilvános botrányt és kudarcot, megakadályozza, hogy Lili-Kata megszökjön a produkció közben. Felbéreli a két zsaroló gengsztert, hogy őrizzék Katát. S ekkor újra Petrucchio lakásán vagyunk. A volt feleség Lili kénytelen eltűrni, hogy elvált férje őt – Shakespeare jóvoltából- rendre tanítsa.

### Második felvonás
Nagy az izgalom. Mentőautóval berobog Harrison, mert azt hiszi, hogy Lili megsebesült. Tombol és harsog, közli mindenkivel, hogy rövidesen sor kerül az esküvőre. Ám Howel csalódik: Lili végigjátssza a darabot, pedig most már megszökhetne, minthogy a két gengszter elillant. És közben azt is eldöntötte, hogy hazaküldi a szenátort és Freddel marad – az életben is!

## Musicalslágerek
- Another Op'nin', Another Show" – magyarul: Egy újabb műsor, egy új revű
- So in Love – magyarul: Újból és újból, felzeng még a múltól egy dal...
- *It's Too Darn Hot
- Always True To You (In My Fashion)